# Темеев, Гасан Магомедаминович
Гасан (Хасан) Магомедаминович Темеев (20 июня 1996) — российский спортсмен, специализируется на грэпплинге и джиу-джитсу, мастер спорта России.

## Спортивная карьера
Начал заниматься 2013 году вместе со своим родным братом Магомедбеком Темеевым, который также впоследствии становился неоднократно чемпионом мира. 28 декабря 2017 года ему было присвоено звание мастер спорта России по спортивной борьбе. В начале апреле 2019 года в Бухаресте одержал победу на чемпионате Европы. В декабре 2020 года в финале чемпионата России в городе Шали одолел Курбана Гасанова. 28 декабря 2020 года ему было присвоено звание мастер спорта России по джиу-джитсу. В конце мая 2021 года в Варшаве выиграл чемпионат Европы. В ноябре 2022 года в Каспийске стал бронзовым призёром чемпионата России. 11 октября 2024 выиграл чемпионат Мира по грэпплингу, который проходил в Астане.

## Титулы и достижения
Грэпплинг(UWW )
- Чемпион мира
- Чемпион Европы (2х)
- Чемпион России (3х)
- Кубок России

Бразильское Джиу джитсу(ACBJJ)
- Чемпион мира(2х)

Бразильское Джиу джитсу(newaza)
- Чемпион России
- Обладатель Кубка России

Черный пояс по Джиу джитсу

## Семья
Гасан Темеев по национальности — кумык. Он родом из села Нижний Дженгутай Буйнакского района. Брат: Магомедбек Темеев